# Supremațism
Supremațismul este viziunea după care o anumită vârstă, rasă, specie, etnie, religie, sexualitate, clasă socială, ideologie, națiune sau cultură ar fi superioară altor variante ale acestor trăsături; în același timp, susține că aceia care se identifică cu această viziune domină, controlează și îi subjugă pe ceilalți.

## Supremațismul sexual
Unii teoreticieni feminiști au susținut că, în patriarhat, supremațismul masculin este pus în aplicare printr-o varietate de strategii interpersonale culturale și politice . Încă din secolul XIX, au existat o serie de mișcări feministe care se opuneau supremațismului masculin, de obicei, în vederea realizării egalității de drepturi legale și de protecție în toate relațiile culturale, politice și interpersonale.

## Supremațismul rasial
Secole de colonialism european în cele două Americi, în Africa, Australia, Oceania și Asia au fost justificate prin teorii susținând supremația albilor. În secolul XIX, expresia "povara omului alb", referindu-se la ideea că albii au obligația de a face societățile celorlalte popoare asemănătoare cu a lor, a fost utilizat pe scară largă pentru a justifica politica imperialistă ca o acțiune nobilă. Thomas Carlyle, cunoscut pentru istorica relatare a Revoluției Franceze, The French Revolution: A History, care i-a inspirat lui Charles Dickens romanul A Tale of Two Cities , a susținut că politicile supremațiste europene au fost justificate deoarece au furnizat cel mai mare beneficiu pentru popoarele indigene "inferioare". Cu toate acestea, chiar de la momentul publicării în 1849, a principalei lucrări a lui Carlyle pe acest subiect, Occasional Discourse on the Negro Question, a fost primit prost de către contemporanii săi.

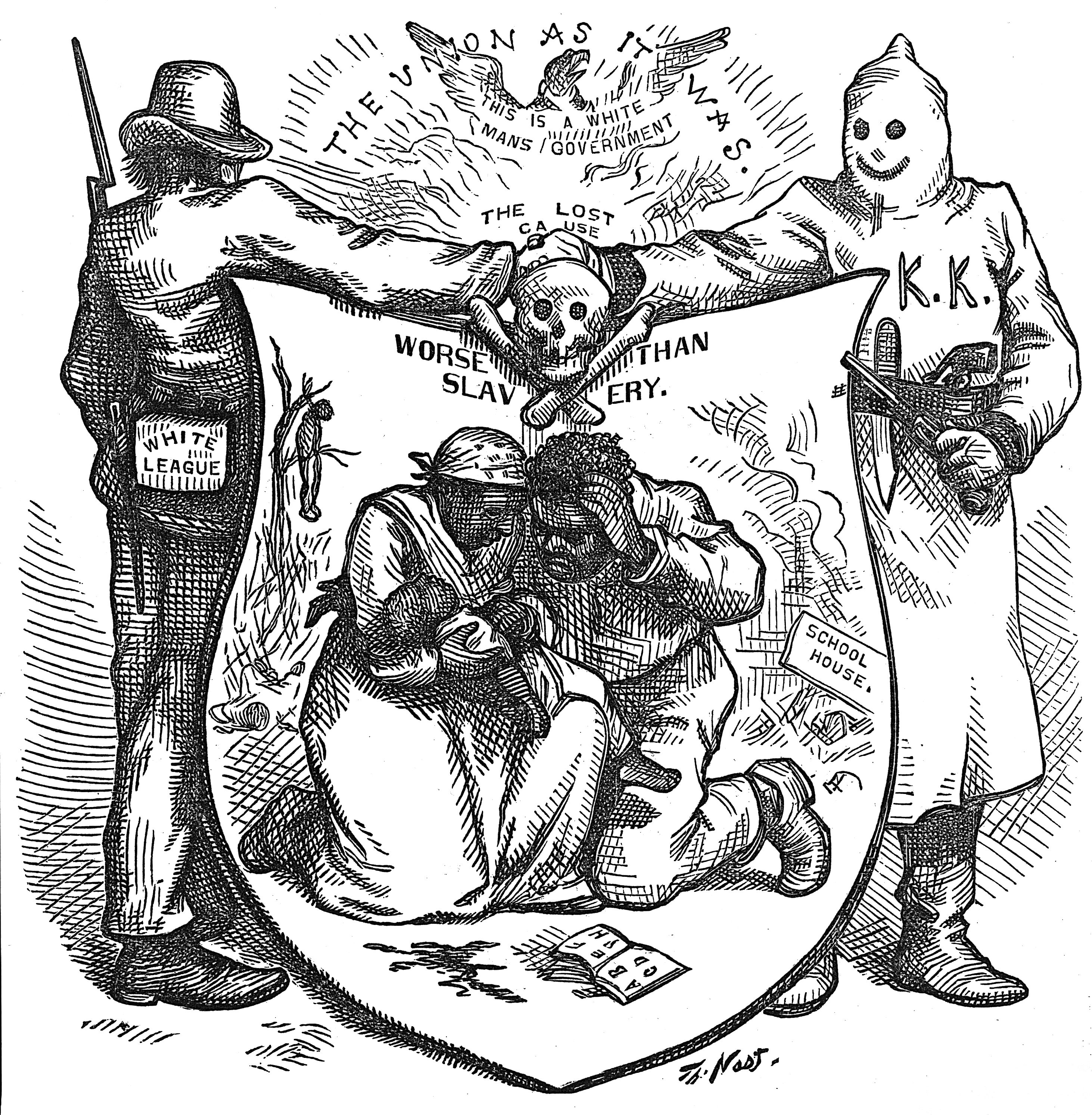
Unirea așa cum a fost - Un membru al Ligii Albe și unul al Ku Klux Klanului își dau mâna, în timp ce în fundal se vede un negru linșat și o școală incendiată -
Caricatură apărută după Războiul de Secesiune, la sfârșitul sclavia în Statele Unite a fost abolită

Înainte de Războiul Civil American, Statele Confederate ale Americii au fost fondate cu o constituție care conținea clauze care limitau capacitatea guvernului de a limita sau interfera cu instituția sclaviei. În Cornerstone Speech, vicepreședintele Confederației Alexander Stephens a declarat că unul dintre principiile fundamentale ale Confederației este supremația albă asupra sclavilor negri. După război, o societate secretă, Ku Klux Klanul, s-a format în Sud și există, practic, și azi. Scopul său a fost și este acela de a „restabili” supremația albă după Reconstrucție. Ku Klux Klanul predică supremația față de toate celelalte rase, precum și supremația peste evrei, catolici și alte minorități.
La începutul secolului XX și până la sfârșitul celui de Al Doilea Război Mondial, propaganda în Imperiul Japonez a folosit vechiul concept al hakko ichiu pentru a sprijini ideea că yamato au fost o rasă superioară, destinată să conducă Asia și Pacificul. Multe lucrări, cum ar fi Kokutai no Hongi, Shinmin no Michi, și O investigație de politică mondială cu rasa yamato ca nucleu, au discutat despre acest concept japonez al supremației.
În Africa, negrii sudanezi susțin că  sunt supuși unui rasism  arab care echivala cu  apartheidul din Africa de Sud. Presupusul genocid din timpul Războiului din Darfur a fost descris ca un exemplu de rasism arab
În Asia, indienii antici îi considerau barbari pe toți străinii. Savantul persan Al-Biruni a scris că indienii îi numeau pe străini impuri. Câteva secole mai târziu, Dubois observă că „hindușii se uită la europeni ca la niște barbari care ignoră toate principiile de onoare și de bună creștere... În ochii unui hindus, un paria și un european sunt la același nivel.” Chinezii îi vedeau pe europeni respingători, niște creaturi, și chiar ca pe niște diavoli. Scriitorii din China, de asemenea, se referă la europeni ca la niște barbari.

### Germania
Din 1933-1945, Germania nazistă, sub conducerea lui Adolf Hitler, a promovat ideea arianului superior, menit să domine celelalte popoare, sau a rasei de stăpâni, superioară evreilor, slavilor, romilor. Arthur de Gobineau, un aristocrat francez teoretician rasist, deplângea căderea Vechiului Regim în Franța și amestecarea rasială care a distrus „puritatea rasei nordice”. Teoriile lui Gobineau, care au avut un ecou puternic în Germania, au subliniat existența unui ireconciliabile polarități între culturile ariană și evreiască.

## Supremațismul religios

### Creștin
Unii academicieni și scriitori susțin că supremațismul creștin a fost motivația pentru Cruciadele în '''Țara Sfântă''', precum și pentru cruciadele împotriva musulmanilor și păgânilor în întreaga Europă. Comerțul cu sclavi din Atlantic a fost atribuit, în parte, supremațismului creștin. Ku Klux Klanul a fost descris ca o organizație supremațistă albă creștină, la fel ca multe alte grupuri rasiste, cum ar fi Posse Comitatus, identitatea creștină și creștinismul pozitiv.

### Musulman
Unii academicieni și scriitori pretind, de asemenea, supremațism musulman sau islamic. Alții susțin că Coranul și alte documente islamice vorbesc mereu despre spiritul tolerant, dar care au fost utilizate în mod greșit atât de către extremiștii islamici cât și de către islamofobi..

### Evreiesc
Unii academicieni și scriitori pretind supremațismul evreiesc, de multe ori în legătură cu Israelul și Sionismul. Anti-Defamation League, și Southern Poverty Law Center condamnă scrierile despre "supremațismul evreiesc ", cum ar fi cele ale lui Dr. David Duke, un antisemit contestatar al Holocaustului, fost mare maestru al Ku Klux Klanului, și teoretician al conspirației – în special, în cartea sa: Supremațismul evreiesc: Trezirea mea în problema evreiască.   